# Victor Strömberg
Victor Olof Lauritz Strömberg, född 22 mars 1877 i Göteborg, död 24 mars 1960 i Uppsala, var en svensk affärsman och organisatör.
Victor Strömberg var son till köpmannen Carl Lauritz Strömberg. Efter mogenhetsexamen i Göteborg 1898 var han kontorschef vid Forss' hattfabrik i Falköping 1898–1904. 1904 etablerade han sig i Jönköping som köpman inom bosättningsbranschen. Företaget blev aktiebolag 1911 och Strömberg blev då dess VD. Han blev sekreterare i Jönköpings köpmannaförening 1908 och var ordförande där samt i Jönköpings läns köpmannaförbund 1922–1931. Strömberg gjorde sig under dessa år känd som en framstående organisationsman. Vid E. A. Thunholms frånfälle 1931 utsågs han till VD i Sveriges Köpmannaförbund, en befattning han kvarstod på till 1942. Under hans direktörstid fördubblades medlemsantalet. Dessutom tillkom en central anstalt för detaljhandelsundervisningen (Köpmannainstitutet), tidskriften Butikskultur, eget arkitektkontor och eget semesterhem. Strömberg var även aktiv som kommunalpolitiker. Han var stadsfullmäktig i Jönköping 1912–1931 och innehade en rad andra kommunala förtroendeuppdrag. Han var kommissarie för jubileumsutställningen i Jönköping 1928.